# Niederraden
Niederraden település Németországban, Rajna-vidék-Pfalz tartományban. Lakosainak száma 48 fő (2023. december 31.).

## Népesség
A település népességének változása:
| Lakosok száma | 68   | 44   | 39   | 46   | 43   | 48   |
|               | 1975 | 2017 | 2019 | 2021 | 2022 | 2023 |